# Мичакнуры
Мичакнуры (горномар. Мецӓкныр) — деревня в Горномарийском районе Республики Марий Эл. Входит в состав Усолинского сельского поселения.

## География
Находится в юго-западной части республики Марий Эл на расстоянии приблизительно 11 км на юг от районного центра города Козьмодемьянск.

## История
Упоминается с 1859 года как «околодок Мецакнур» (22 двора; 109 жителей) из деревни Большой Яктерля. В 1897 году в нём было 23 двора (134 жителя), в 1915 — 25 дворов (26 домов) с населением в 158 человек. В 1919 здесь насчитывался 31 двор с населением в 167 человек, а в 1925 г. — 137 человек. В 2001 году в деревне было 25 дворов. В советское время работали колхозы «Венера» и им. Ленина.

## Население
Население составляло 64 человека (горные мари 91 %) в 2002 году, 57 в 2010.